# Austrfararvísur
Austrfararvísur (o Los versos de los viajes al Este) es un poema escáldico en nórdico antiguo compuesto por el escaldo islandés Sigvatr Þórðarson hacia 1020. Sigvatr por entonces estaba visitando al rey noruego Olaf II el Santo y fue enviado con un séquito encabezado por Ragnvald Ulfsson a la corte de Olaf Skötkonung en Suecia.
El poema relata que en algún lugar de Suecia, probablemente Värmland, llegaron a un lugar llamado Heathen hofs (los templos paganos). La puerta estaba cerrada y los habitantes eran hostiles. Dijeron que la granja era sagrada y que no eran bienvenidos. Sigvatr los maldijo diciendo «que los Trolls os tomen». La guardiana del templo le rogó que no insistiera porque ella era temerosa de la ira de Odín, y que eran paganos; también les comentó que celebraban el Álfablót y los cristianos no eran bienvenidos.